# Stowlangtoft
Stowlangtoft is een civil parish in het bestuurlijke gebied Mid Suffolk, in het Engelse graafschap Suffolk met 228 inwoners.